# Кавко, Алексей Константинович
Алексе́й Константи́нович Кавко́ (бел. Аляксей Канстанцінавіч Каўка; 20 сентября 1937, с. Мощалино, Червенский район, Минская область, Белорусская ССР — 21 марта 2024, Москва) — советский и российский историк и литературовед. Кандидат исторических наук, доктор филологических наук. Главный редактор журнала «Советское славяноведение».

## Биография
В 1961 году окончил Белорусский государственный университет.
С 1965 года жил в Москве. Ведущий научный сотрудник Института мировой литературы им. А. М. Горького АН СССР.
В 1971 году защитил диссертацию на соискание учёной степени кандидата исторических наук.
В 1976—1977 годах написал «Письмо русскому другу» — полемический текст о положении белорусского языка и ущемлении лингвистических прав в СССР. Произведение распространялось в самиздате, попало в Польшу, оттуда — в Великобританию, где вышло параллельно на русском и английском языках в 1979 году.
С 1987 года работал в Институте славяноведения и балканистики. В 1987—1989 годах являлся главным редактором журнала «Советское славяноведение». В 1990 году был награждён медалью им. Ф. Скорины.
В 1991 году защитил диссертацию на соискание учёной степени доктора филологических наук.
Вначале научными интересами были история Польши и польско-белорусских отношений. Потом больше внимания уделил белорусской литературе и национальному сознанию белорусов, а также исследованию творчества Ф. Скорины, Я. Купалы и других белорусских писателей.
Умер 21 марта 2024 года в возрасте 86 лет в Москве.

## Научные работы

### Монографии
- Кавко А. К. От Скорины до Купалы. Белорусская литература в контексте национально-культурного возрождения. — М.: Институт мировой литературы им. М. Горького РАН, 2006. — 287 с.
- Кавко А. К. Францишек Скорина и белорусская литература XVI — начала XX в. Проблема преемственности. — Мн., 1991.

### Статьи
- Кавко А. К. «Слезами Родины пускай язвит мой стих…». Адам Мицкевич и Александр Пушкин: «литовский» аспект творческой полемики // Неман: Ежемесячный литературно-художественный журнал. — 2000. — № 2. — С. 239—247.
- Кавко А. К. Беларусь в творческой судьбе Евгения Ляцкого // Проблемы славяноведения. — Брянск: Брянский государственный университет; Ладомир, 2000. — Вып. 4. — С. 367—377.
- Кавко А. К. Белоросика в творчестве Евгения Ляцкого // Литературное зарубежье: Лица. Книги. Проблемы. — М.: Наследие, 2005. — Вып. 3. — С. 86—98.
- Кавко А. К. Белорус в Москве. Из эпистолярного наследия Н. Н. Улащика. 1943—1986 гг. // Исторический архив. — 2005. — № 6. — С. 121—147.
- Кавко А. К. Белорус в Москве. Из эпистолярного наследия Н. Н. Улащика. 1943—1986 гг. (окончание) // Исторический архив. — 2006. — № 1. — С. 95—112.
- Кавко А. К. Виленские встречи Валерия Брюсова: Янка Купала, братья Луцкевич // Проблемы славяноведения. — Брянск: Брянский государственный университет; Ладомир, 2000. — Вып. 2. — С. 215—218.
- Кавко А. К. Книги и судьбы: белорусская коллекция П. К. Пономаренко, К. Б. Езовитова в фондах «Исторички» // Неман: Ежемесячный литературно-художественный журнал. — 1999. — № 5. — С. 208—216.
- Кавко А. К. Мудрость смирения: Григор Нарекаци и Францишек Скорина // Григор Нарекаци и духовная культура Средневековья. «Книга скорбных песнопений». — М.: MEDIACRAT, 2010. — С. 250—255.
- Кавко А. К. Невостребованные тексты Антона Адамовича: (О периодизации истории белорусской литературы) // Литературное зарубежье: Лица. Книги. Проблемы. — М.: Наследие, 2002. — Вып. 2. — С. 148—161.
- Кавко А. К. О национальном мировоззрении Франциска Скорины // Способность к диалогу. — М., 1993. — Ч. 2. — С. 82—104.
- Кавко А. К. Сеятель хвалы Христовой: О просветительстве Скорины // Великою ласкою: Францишек Скорина в традициях славянского просветительства. — М., 1994. — С. 23—28.
- Кавко А. К. Татарская диаспора в культуре Беларуси // Литературное зарубежье: Лица. Книги. Проблемы. — М.: Наследие, 2000. — Вып. 1. — С. 54—66.
- Кавко А. К. Фигура Эпимаха-Шипилло в традициях белорусского просветительства // Неман: Ежемесячный литературно-художественный журнал. — 2000. — № 8. — С. 189—201.
- Кавко А. К. Франциск Скорина // Вопросы истории. — 1988. — № 10. — С. 60—83.
- Кавко А. К. Францишек Скорина в литературной жизни Беларуси. 20-е годы // Нация. Личность. Литература. — М.: Институт мировой литературы им. М. Горького РАН, 2003. — Вып. 2. — С. 146—166.
- Кавко А. К., Улащик А. Н. Мастера историографии: Николай Николаевич Улащик (1906—1986) // Исторический архив. — 2005. — № 6. — С. 105—120.
- Каўка А. К. Беларускае скарызнаўства ў 20-я годы XX ст. // Кніжная культура Беларусi: Да 500-годдзя з дня нарадж. Ф. Скарыны. — Мн., 1991. — С. 45—63.